# Litoral de Benicàssim
Litoral de Benicàssim este o arie protejată (sit de importanță comunitară — SCI) din Spania întinsă pe o suprafață de 8,22 ha, integral pe uscat.

## Localizare
Centrul sitului Litoral de Benicàssim este situat la coordonatele 40°03′26″N 0°06′12″E / 40.0573°N 0.1032°E.

## Înființare
Situl Litoral de Benicàssim a fost declarat sit de importanță comunitară în iulie 2001 pentru a proteja 3 specii de animale.

## Biodiversitate
Situată în ecoregiunea mediteraneană, aria protejată conține 4 habitate naturale: Pseudostepă cu ierburi și specii anuale de Thero-Brachypodietea, Faleze cu vegetație de Limonium spp. endemic de pe coastele mediteraneene, Păduri de Olea și Ceratonia, Tufărișuri termo-mediteraneene și de pre-deșert.
La baza desemnării sitului se află mai multe specii protejate de  păsări (3): Galerida theklae, Oenanthe leucura, silvie de tufiș (Sylvia undata).
Pe lângă speciile protejate, pe teritoriul sitului au mai fost identificate 3 specii de plante.